# Cochrane-Nord (circonscription provinciale)
Circonscription électorale provinciale du Canada
Cochrane-Nord ((en) Cochrane North, auparavant Cochrane de 1914 à 1926) est une ancienne circonscription provinciale de l'Ontario représentée à l'Assemblée législative de l'Ontario de 1914 à 1999.

## Géographie
La circonscription comprenait:
- Une grande partie du district de Cochrane à l'exception de Timmins et les communautés d'Iroquois Falls au lac Abitibi
- Les cantons du district d'Algoma au sud de Hearst
- L'est du district de Kenora

## Historique
| Législature                                                                                  | Années    | Député             | Député                        | Parti         |
| -------------------------------------------------------------------------------------------- | --------- | ------------------ | ----------------------------- | ------------- |
| Cochrane                                                                                     |           |                    |                               |               |
| 14e                                                                                          | 1914-1919 |                    | Malcolm Lang (en)             | Libéral       |
| 15e                                                                                          | 1919-1923 |                    | Malcolm Lang (en)             | Libéral       |
| 16e                                                                                          | 1923-1926 |                    | Malcolm Lang (en)             | Libéral       |
| Cochrane-Nord                                                                                |           |                    |                               |               |
| 17e                                                                                          | 1926-1929 |                    | Albert Victor Waters (en)     | Conservateur  |
| 18e                                                                                          | 1929-1934 |                    | Albert Victor Waters (en)     | Conservateur  |
| 19e                                                                                          | 1934-1937 |                    | Joseph-Anaclet Habel (en)     | Libéral       |
| 20e                                                                                          | 1937-1943 |                    | Joseph-Anaclet Habel (en)     | Libéral       |
| 21e                                                                                          | 1943-1945 |                    | John Joseph Kehoe (en)        | CCF           |
| 22e                                                                                          | 1945-1948 |                    | Joseph-Anaclet Habel (en) (2) | Libéral       |
| 23e                                                                                          | 1948-1948 |                    | John Carrère (en)             | Conservateur  |
| 23e                                                                                          | 1949-1951 | Marcel Léger       |                               | Conservateur  |
| 24e                                                                                          | 1951-1955 | Philip Kelly (en)  |                               | Conservateur  |
| 25e                                                                                          | 1955-1958 | Philip Kelly (en)  |                               | Conservateur  |
| 25e                                                                                          | 1958-1959 | René Brunelle (en) |                               | Conservateur  |
| 26e                                                                                          | 1959-1963 | René Brunelle (en) |                               | Conservateur  |
| 27e                                                                                          | 1963-1971 | René Brunelle (en) |                               | Conservateur  |
| 28e                                                                                          | 1967-1971 | René Brunelle (en) |                               | Conservateur  |
| 29e                                                                                          | 1971-1975 | René Brunelle (en) |                               | Conservateur  |
| 30e                                                                                          | 1975-1977 | René Brunelle (en) |                               | Conservateur  |
| 31e                                                                                          | 1977-1981 | René Brunelle (en) |                               | Conservateur  |
| 32e                                                                                          | 1981-1985 | René Piché (en)    |                               | Conservateur  |
| 33e                                                                                          | 1985-1987 |                    | René Fontaine                 | Libéral       |
| 34e                                                                                          | 1987-1990 |                    | René Fontaine                 | Libéral       |
| 35e                                                                                          | 1990-1995 |                    | Leonard Wood (en)             | Néo-démocrate |
| 33e                                                                                          | 1995-1999 |                    | Leonard Wood (en)             | Néo-démocrate |
| Circonscription dissoute parmi Timmins—Baie James, Algoma—Manitoulin et Timiskaming—Cochrane |           |                    |                               |               |